# Lucas Leiva
Lucas Pezzini Leiva, cunoscut ca Lucas Levi (n. 9 ianuarie 1987), este un fotbalist internațional brazilian, care în prezent evoluează la echipa din Serie A, SS Lazio și la echipa națională de fotbal a Braziliei. Lucas este nepotul fostului fotbalist brazilian Leivinha și mai deține cetățenie italiană.

## Palmares

### Club
Grêmio
- Campeonato Brasileiro Série B (1): 2005
- Campeonato Gaúcho (2): 2006, 2007

Liverpool
- Football League Cup (1): 2011–12

### Internațional
Brazilia
- Jocurile Olimpice (1): Bronz 2008
- 2007 South American Youth Championship (1): 2007

### Individual
- Bola de Ouro (1): 2006
- Liverpool Young Player of The Year (1): 2009–10
- Liverpool Player of the Season (2): 2009–10, 2010–11
- Liverpool Player of the Month Award (1): November 2011

## Statistici carieră

### Club
La 21 December 2013.
|          |           |                | Ligă    | Ligă    | Cupă           | Cupă           | Cupa Ligii  | Cupa Ligii  | Continental | Continental | Total   | Total  | Total |
| Sezon    | Club      | Campionat      | Meciuri | Goluri  | Meciuri        | Goluri         | Meciuri     | Goluri      | Meciuri     | Goluri      | Meciuri | Goluri |       |
| Brazilia | Brazilia  | Brazilia       | Série A | Série A | Copa do Brasil | Copa do Brasil | Camp Gaúcho | Camp Gaúcho | S America   | S America   | Total   | Total  |       |
| -------- | --------- | -------------- | ------- | ------- | -------------- | -------------- | ----------- | ----------- | ----------- | ----------- | ------- | ------ | ----- |
| 2005     | Grêmio    | Série B        | 3       | 0       | 0              | 0              | 0           | 0           | 0           | 0           | 3       | 0      |       |
| 2006     | Grêmio    | Série A        | 32      | 4       | 4              | 1              | 16          | 0           | 0           | 0           | 52      | 5      |       |
| 2007     | Grêmio    | Série A        | 3       | 0       | 0              | 0              | 9           | 2           | 8           | 1           | 20      | 3      |       |
| Total    | Brazilia  | Brazilia       | 38      | 4       | 4              | 1              | 25          | 2           | 8           | 1           | 75      | 8      |       |
| Anglia   | Anglia    | Anglia         | Ligă    | Ligă    | FA Cup         | FA Cup         | Cupa Ligii  | Cupa Ligii  | Europe      | Europe      | Total   | Total  |       |
| 2007–08  | Liverpool | Premier League | 18      | 0       | 4              | 1              | 3           | 0           | 7           | 0           | 32      | 1      |       |
| 2008–09  | Liverpool | Premier League | 25      | 1       | 2              | 0              | 2           | 1           | 10          | 1           | 39      | 3      |       |
| 2009–10  | Liverpool | Premier League | 35      | 0       | 2              | 0              | 0           | 0           | 13          | 1           | 50      | 1      |       |
| 2010–11  | Liverpool | Premier League | 33      | 0       | 1              | 0              | 1           | 0           | 12          | 1           | 47      | 1      |       |
| 2011–12  | Liverpool | Premier League | 12      | 0       | 0              | 0              | 3           | 0           | 0           | 0           | 15      | 0      |       |
| 2012–13  | Liverpool | Premier League | 26      | 0       | 1              | 0              | 0           | 0           | 4           | 0           | 31      | 0      |       |
| 2013–14  | Liverpool | Premier League | 14      | 0       | 0              | 0              | 1           | 0           | 0           | 0           | 15      | 0      |       |
| Totals   | Anglia    | Anglia         | 164     | 1       | 10             | 1              | 10          | 1           | 46          | 3           | 229     | 6      |       |
| Total    | Total     | Total          | 201     | 5       | 14             | 2              | 35          | 3           | 54          | 4           | 304     | 14     |       |

### Internațional
La 2013..
| Brazilia | Brazilia | Brazilia |
| An       | Meciuri  | Goluri   |
| -------- | -------- | -------- |
| 2007     | 1        | 0        |
| 2008     | 2        | 0        |
| 2009     | 1        | 0        |
| 2010     | 4        | 0        |
| 2011     | 12       | 0        |
| 2012     | 0        | 0        |
| 2013     | 4        | 0        |
| Total    | 24       | 0        |